# Hadikommunizmus
A hadikommunizmus vagy (oroszul: Военный коммунизм) (utólag alkotott) fogalma az 1917-es októberi orosz forradalom után születő szovjet állam gazdasági intézkedéseit takarja, amelyeket az oroszországi polgárháború körülményei között hoztak 1918 és 1921 között a katasztrofális gazdasági helyzet kezelésére. Irányító szerve a Legfelsőbb Népgazdasági Tanács volt. A hadikommunizmust  1921. március 21-én váltotta fel az „új gazdaságpolitika” (NEP), amely 1928-1929-ig tartott.
Az 1917-es forradalom után az orosz gazdaság kezdetben államilag ellenőrzött vegyes piaci gazdaságként működött. 1918 májusától az egyre nehezebb polgárháborús helyzet, a külföldi hatalmak oroszországi intervenciója nyomán a Munkás-paraszt Vörös Hadsereg szükségleteinek biztosítása valamint a lakosság ellátása érdekében hozott szigorú intézkedések fokozatosan a „közellátási diktatúra”, későbbi elnevezésével a hadikommunizmus felé sodorták az ország gazdaságát.

## Története
1917 őszén, a bolsevik hatalomátvétel idején Oroszországban kaotikus volt a helyzet. A hadsereg gyakorlatilag már nem létezett, a birodalom a centrifugális erők hatására szétesőben volt, a lakosság szélsőséges szegénységben élt; az első világháború pedig még számos fronton folytatódott.
Ilyen körülmények között sokan csak átmeneti eseménynek tekintették az októberi forradalmat, és kevesen hittek az új bolsevik rezsim tartós fennmaradásában. A legenda szerint 1918 januárjában Lenin örömében néhány tánclépést tett a hóban azon a napon, amikor kormánya egy nappal túllépte a Párizsi Kommün 1871-es fennállásának idejét.
Lenin 1918 tavaszán az éhezés miatt elégedetlenkedő Putyilov-gyári munkásokat felszólította, hogy hozzanak létre fegyveres osztagokat a „falusi burzsoázia” és a „gabonarejtegetés” ellen. A gabonakereskedelem elméletileg érvényben lévő állami monopóliumát ugyanis a gyakorlatban nem sikerült érvényesíteni. 1918. június elején megindultak vidékre a közellátási munkásosztagok.
Az 1918. májusi dekrétumok felhatalmazták az Élelmezési Népbiztosságot, hogy az egész szovjet területen meghatározzák a termelési és begyűjtési normákat, a termékcserét és az elosztást. Június elején aztán a Népbiztosok Tanácsa (a szovjet kormány) elrendelte a gabona kényszerbeszolgáltatását, ezzel gyakorlatilag törvényen kívül helyezte a gabona magánkereskedelmét. Novemberben nagyszabású államosításokra került sor. Az állam, mint katonai kényszerítő erő lett a gazdaság legfőbb mozgató ereje. Ezt durva leegyszerűsítéssel egy ideig Lenin is azonosította a szocializmus megvalósulásával.
A hadikommunizmus hozzájárult a szovjethatalom győzelméhez a polgárháborúban, de lehetőségei 1920 őszére, 1921 tavaszára kimerültek. Sokfelé feketepiac jött létre az üzérkedés szigorú üldözése ellenére. A pénz értékét vesztette, cserekereskedelem jött létre. 1921-re a nehézipar termelésre 20%-kal visszaesett 1913-hoz képest. A bérek 90%-át javakban, és nem pénzben fizették a munkások számára. A mozdonyok 70%-a javításra szorult. Az élelem kevés volt, a hétévnyi háború és szárazság éhínséget hozott magával, becslések szerint 3 és 10 millió között szedve halálos áldozatait.
Nem csak a parasztság állt ellen, hanem a munkások jelentős része is tiltakozott. 1921 márciusában ezért a X. pártkongresszuson deklarálták az új gazdaságpolitikát, és első lépésben a kényszerbeszolgáltatás helyett bevezették a terményadót. Mindez nem véletlenül esett egybe időben a kronstadti lázadással, és a petrográdi és moszkvai munkások nagy részének elégedetlenségi mozgalmával.

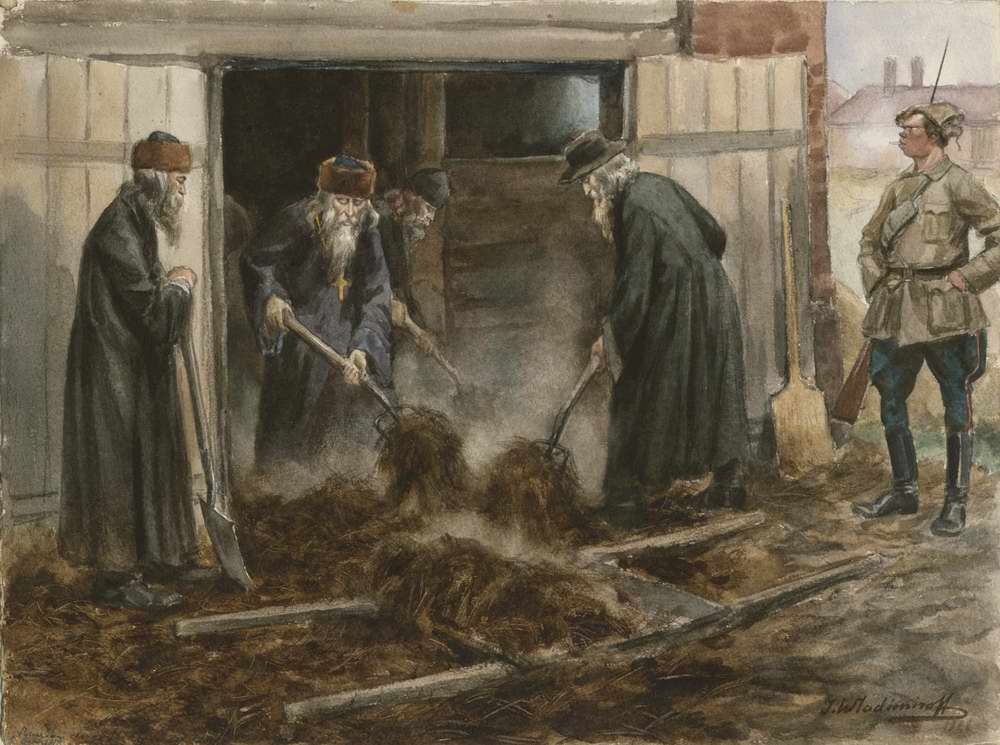
Egyházi személyek kényszermunkán. Iván Alekszejevics Vlagyimirov festménye

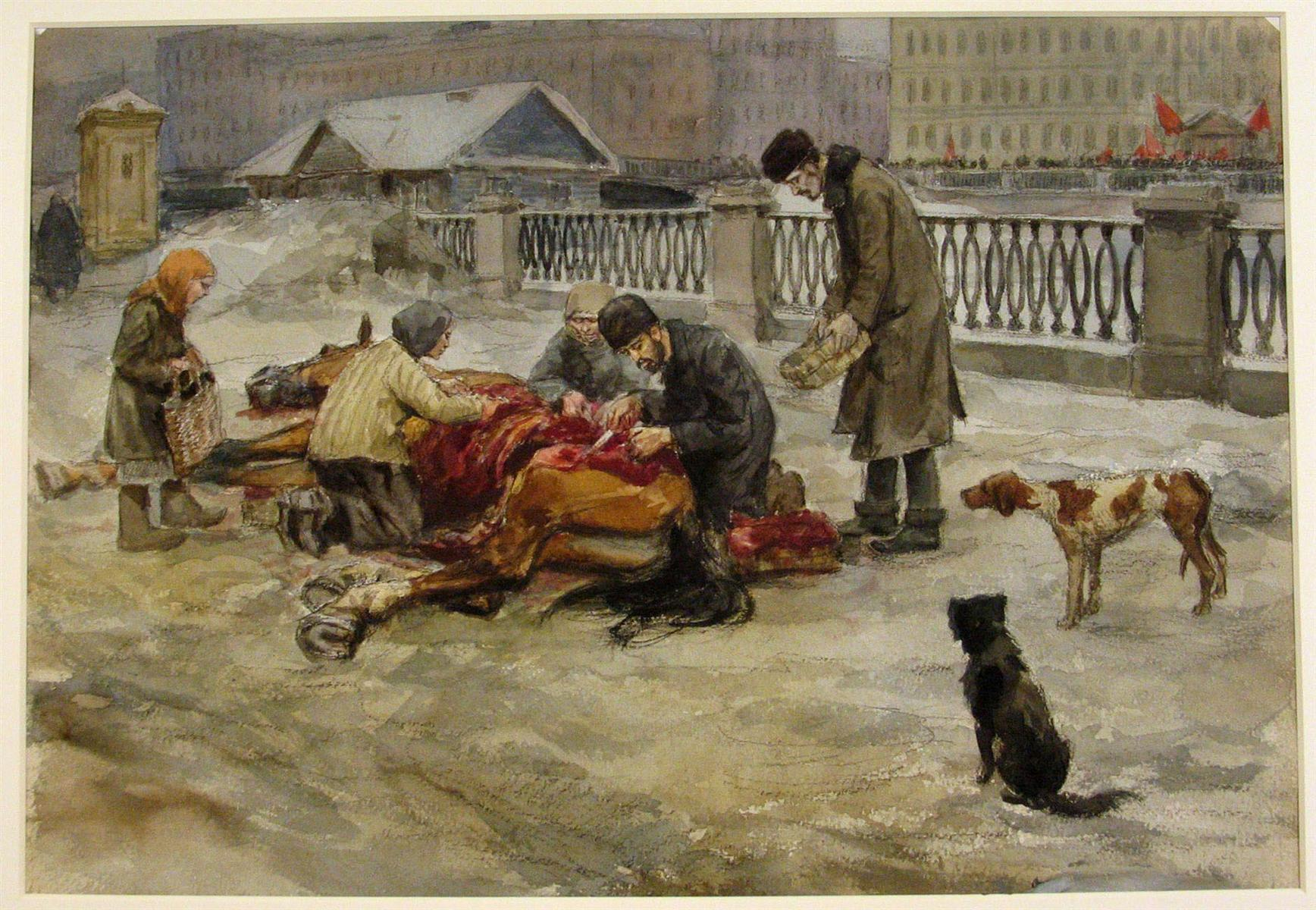
Éhínség. Iván Alekszejevics Vlagyimirov festménye

## Rendelkezések
- A nagyobb gyárak államosítása, és egy szigorúbb menedzsment alá helyezése.
- A külkereskedelem állami irányítás alá helyezése, a magánimport és -export betiltása.
- Szigorú fegyelem a munkások számára, a sztrájkok visszautasítása, erőszakos leverése.
- Kötelező „önkéntes” munka bevezetése a nem dolgozó osztályoknak; tulajdonképpen kényszermunka elrendelése.
- Prodrazvjorsztka: a mezőgazdasági többlet összegyűjtése a parasztoktól, és annak városi szétosztása; fizetés nélküli kényszerbegyűjtés, rekvirálás.
- Magánvállalkozások illegálissá tétele, betiltása.
- Az élelmiszerek és más árucikkek jegyre adása és központosított szétosztása városokban.
- A vasutak állam általi katonai stílusú vezérlése.

Ezeket az intézkedéseket azonban nem lehetett mindenütt érvényre juttatni az országban. A távoli területeken még a bolsevikokhoz hű régióknak is maguknak kellett dönteniük arról, mennyiben tudják és akarják végrehajtani a központi utasításokat.

### Fordítás
Ez a szócikk részben vagy egészben  a   Communisme de guerre című francia Wikipédia-szócikk ezen változatának fordításán alapul.  Az eredeti cikk szerkesztőit annak laptörténete sorolja fel. Ez a jelzés csupán a megfogalmazás eredetét és a szerzői jogokat jelzi, nem szolgál a cikkben szereplő információk forrásmegjelöléseként.